# سلتسو (استان آرخانگلسک)
سلتسو (به لاتین: Seltso) یک منطقهٔ مسکونی در روسیه است که در استان آرخانگلسک واقع شده‌است.